# Baik Hyun-Man
Baik Hyun-Man, född den 27 januari 1964, är en sydkoreansk boxare som tog OS-silver i tungviktsboxning 1988 i Seoul. I finalen fick han möta Ray Mercer, och knockades av honom.